# Superpuchar Bułgarii w piłce siatkowej mężczyzn
Superpuchar Bułgarii w piłce siatkowej mężczyzn (buł. Суперкупа на България по волейбол за мъже / Superkupa na Byłgarija po wolejboł za myże) – cykliczne rozgrywki w piłce siatkowej organizowane corocznie przez Bułgarski Związek Piłki Siatkowej, w których rywalizują ze sobą mistrz i zdobywca Pucharu Bułgarii. 
Rozgrywki o siatkarski Superpuchar Bułgarii po raz pierwszy rozegrane zostały w 2016 roku. Pierwszym zwycięzcą tych rozgrywek został klub Neftochimik 2010 Burgas.

## Zwycięzcy
| Edycja | Data       | Miejsce spotkania                        | 1. miejsce                                                   | 2. miejsce                                           | Wynik spotkania                         |
| ------ | ---------- | ---------------------------------------- | ------------------------------------------------------------ | ---------------------------------------------------- | --------------------------------------- |
| 1      | 16.10.2016 | Hala sportowa „Wasił Lewski”, Pazardżik  | Neftochimik 2010 Burgas (Zdobywca Pucharu Bułgarii)          | Dobrudża 07 Dobricz (Mistrz Bułgarii)                | 3:2 (25:23, 20:25, 32:34, 25:15, 15:12) |
| 2      | 30.09.2017 | Hala sportowa „Kołodruma”, Płowdiw       | Neftochimik 2010 Burgas (Mistrz Bułgarii)                    | Dobrudża 07 Dobricz (Zdobywca Pucharu Bułgarii)      | 3:1 (21:25, 25:15, 25:18, 25:23)        |
| 3      | 06.10.2018 | Hala sportowa „Iwan Wazow”, Stara Zagora | Neftochimik 2010 Burgas (Mistrz i zdobywca Pucharu Bułgarii) | Montana (Finalista Pucharu Bułgarii)                 | 3:0 (25:21, 25:19, 25:21)               |
| 4      | 06.10.2019 | Hala sportowa „Christo Botew”, Sofia     | Chebyr Pazardżik (Zdobywca Pucharu Bułgarii)                 | Neftochimik 2010 Burgas (Mistrz Bułgarii)            | 3:0 (31:29, 25:20, 25:18)               |
| 5      | 10.10.2020 | Hala sportowa „Christo Botew”, Sofia     | Neftochimik 2010 Burgas (Mistrz Bułgarii)                    | Chebyr Pazardżik (Zdobywca Pucharu Bułgarii)         | 3:0 (25:22, 25:23, 25:20)               |
| 6      | 17.10.2021 | Hala sportowa „Iwan Wazow”, Stara Zagora | Chebyr Pazardżik (Mistrz Bułgarii)                           | Neftochimik 2010 Burgas (Zdobywca Pucharu Bułgarii)  | 3:1 (16:25, 25:22, 25:21, 25:18)        |
| 7      | 15.10.2022 | Kompleks SIŁA, Płowdiw                   | Chebyr Pazardżik (Mistrz i zdobywca Pucharu Bułgarii)        | Neftochimik 2010 Burgas (Finalista Pucharu Bułgarii) | 3:1 (25:15, 25:14, 21:25, 27:25)        |
| 8      | 15.10.2023 | Hala sportowa „Mładost”, Burgas          | Lewski Sofia                                                 | Chebyr Pazardżik                                     | 3:2 (30:28, 25:22, 17:25, 23:25, 15:13) |
| 9      | 13.10.2024 | Hala sportowa „Lewski Sofia”, Sofia      | Lewski Sofia                                                 | Deja sport Burgas                                    | 3:2 (25:21, 25:16, 22:25, 31:33, 16:14) |

## Bilans klubów
| Klub                    | 1. miejsce | 2. miejsce |
| ----------------------- | ---------- | ---------- |
| Neftochimik 2010 Burgas | 4          | 3          |
| Chebyr Pazardżik        | 3          | 2          |
| Lewski Sofia            | 2          | 0          |
| Dobrudża 07 Dobricz     | 0          | 2          |
| Montana                 | 0          | 1          |
| Deja sport Burgas       | 0          | 1          |